# Adolf Scheidt (Politiker)

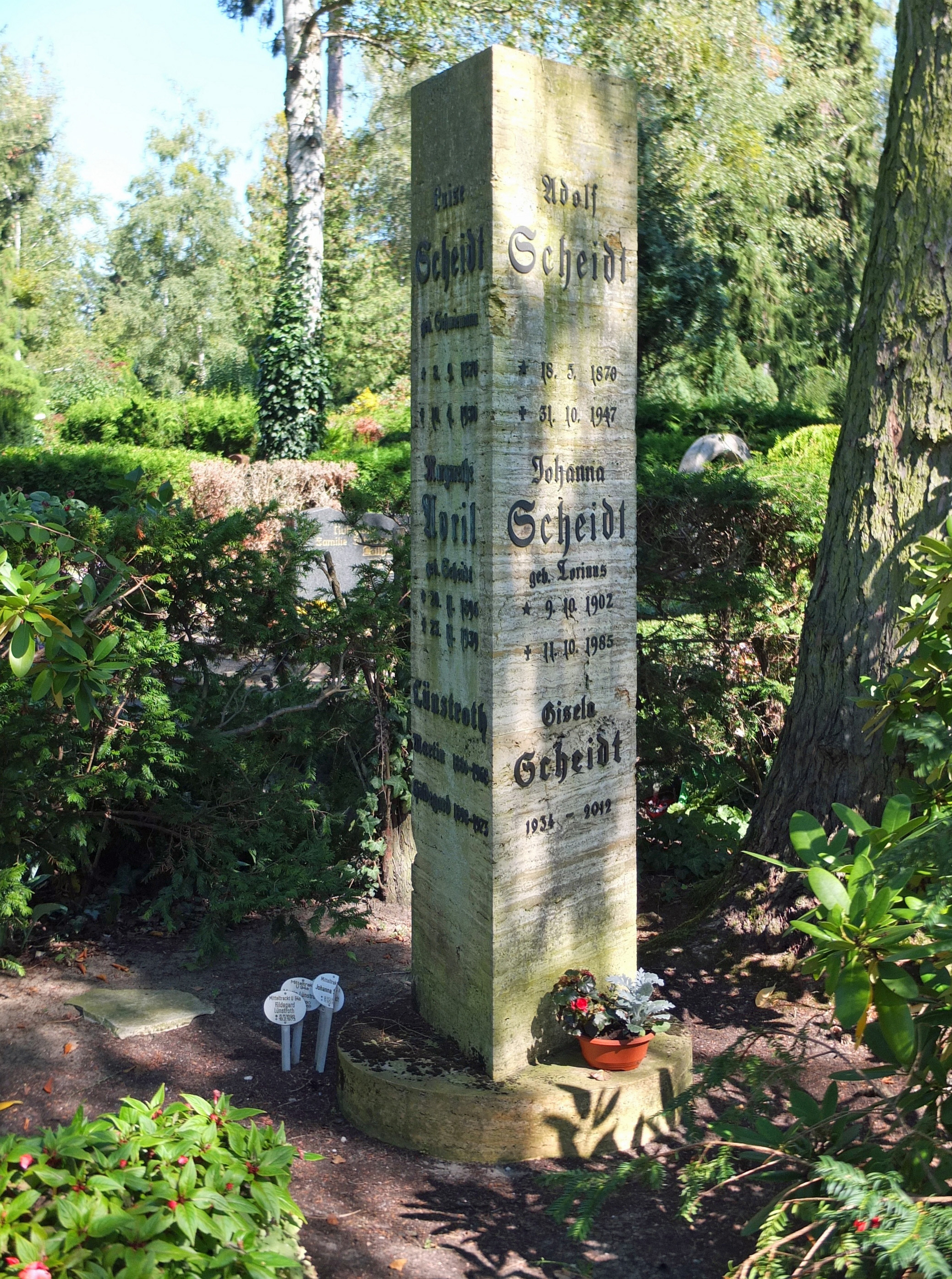
Grab von Adolf Scheidt auf dem Friedhof Zehlendorf in Berlin.

Adolf Scheidt (* 18. Mai 1870 in Hannover; † 31. Oktober 1947 in Frauenwald) war ein deutscher Politiker und hoher Beamter in Preußen, der eine wichtige Rolle beim Siedlungsbau spielte.
Scheidt studierte zunächst Rechtswissenschaften und war danach im Bereich der Baugenossenschaften aktiv. Von ihm stammt das 1913 veröffentlichte „Handbuch des Baugenossenschaftswesens“. Seit 1912 war er im Staatsdienst tätig, zunächst als Regierungsrat im Reichsamt des Innern (des Innenministeriums des Kaiserreiches). 1918 wechselte er in das Reichsarbeitsministerium, wo er am 31. Dezember 1918 Reichs- und Staatskommissar für das Wohnungswesen wurde. Im April 1919 wurde er zunächst kommissarischer, ab Juli 1919 endgültig Unterstaatssekretär im Preußischen Ministerium für Volkswohlfahrt, später zum Staatssekretär ernannt.
In Zeiten der Weltwirtschaftskrise war dies eine wichtige Position. Scheidt förderte wesentlich den Bau von genossenschaftlich oder als Eigenheimsiedlung organisierten Wohnanlagen. Im Unterschied zu den Innenstadtvierteln mit dichter „Mietskasernen-Bebauung“ bemühte er sich, auch bezahlbaren Wohnraum an den Rändern der preußischen Städte zu schaffen. Dies wird auch dadurch dokumentiert, dass in der 1924–31 auf dem Gelände des Tempelhofer Feldes in Berlin-Tempelhof gebauten Gartenstadt Neu-Tempelhof der zentrale Platz 1925 bereits zu seinen Lebzeiten nach ihm benannt wurde (1934–55 umbenannt in Paradeplatz). Außerdem fand sich sein Name auch bei der Benennung einer Straße in der 1914–17 errichteten Gartenstadt Staaken bei Spandau – allerdings seit 1935 in Hackbuschstraße umbenannt.
Bei der Übernahme der preußischen Regierungsgewalt durch das Reich infolge des so genannten Preußenschlags von 1932 wurde Scheidt anstelle des seit 1921 amtierenden Ministers Heinrich Hirtsiefer Ende Juli im Reichskommissariat Papen I zum Reichskommissar für das Ministerium bestimmt. Dieses Amt hatte er jedoch nur bis zum Oktober inne, als das Ministerium aus Kostengründen ersatzlos aufgelöst wurde. Seit 1930 war Scheidt zudem Honorarprofessor an der Technischen Hochschule Berlin. 1936 wurde er allerdings durch die nationalsozialistische Hochschulleitung suspendiert.